# Herb Szydłowca
Herb Szydłowca – jeden z symboli miasta Szydłowiec i gminy Szydłowiec w postaci herbu. Godła herbowe Szydłowca umieszczone są w herbie i na fladze powiatu szydłowieckiego oraz na sztandarze Szydłowca.

## Wygląd i symbolika
Herb przedstawia na czerwonej tarczy ze złotą (żółtą) bordiurą z heraldycznie prawej strony srebrną (białą) strzałę grotem w górę, rozdartą dołem w wąs, z lewej tej samej barwy krzywaśń.
Wersja uroczysta posiada dodatkowo późnorenesansowe labry w kolorach żółtym na wierzchu oraz pomarańczowym i brązowym na podbiciu. Wersja ta jest nieoficjalna i niepotwierdzona prawnie, choć chętnie używana przez Urząd Miasta. W dodatku przedstawienie to nie jest zgodne z zasadami heraldycznymi, ponieważ kolory labrów nie są analogiczne do barw zawartych na tarczy.
Krzywaśń nawiązuje do herbu Szreniawa lub jest to odwrócony inicjał S nazwy miasta, Strzała nawiązuje do herbu Odrowąż, którym pieczętowali się Odrowążowie-Szydłowieccy, założyciele i długoletni właściciele miasta.
Kolor czerwony symbolizuje między innymi wspaniałomyślność, miłość i siłę duchową. Białe barwy godeł oznaczają między innymi czystość, niewinność i prawdę. Natomiast kolor złoty (żółty) użyty dla bordiury, symbolizuje wiarę, mądrość, stałość i chwałę. Bordiura jest uproszczeniem barokowego kartusza i żółtej bordiury używanej przez Mikołaja Szydłowieckiego.
Tarcza wzorowana jest na XVI-wiecznych miniaturach Stanisława Samostrzelnika, zbliżonej do kształtu XV – tarczy szwajcarskiej.

## Historia
Dokładna data powstania herbu nie jest znana lecz wiąże się w sposób nierozerwalny pieczęcią miejską, która jest dla współczesnych źródłem, ukazującym przeszłość heraldyczną Szydłowca. Herb na przestrzeni czasu zmieniał się w zależności od władzy miejskiej, jednak zawsze znajdowało się w nim godło określane jako krzywaśń.
Najstarsza ze znanych ksiąg miejskich rozpoczyna się w 1584 roku. Pieczęć miejska jednak jest o kilkadziesiąt lat starsza od pozostałości aktowej kancelarii Szydłowca. Odcisk pieczęci spotykamy przy dokumencie z 6 listopada 1566 roku – lecz wykonanie na podstawie cech stylowych, przesunąć można na II ćwierć XVI wieku. Wtedy najpóźniej wykształciła się kancelaria miejska. Pieczęć cechuje najwyższy poziom ówczesnej sztuki rytowniczej. Zaopatrzona jest w legendę napieczętną oraz herb miasta. W otoku okrągłego stempla pieczętnego widnieje łaciński napis: SIGILLUM CIVITATIS SCHIDLOVECENSIS (pieczęć miasta Szydłowca). Umieszczony w centralnej części herb miasta przedstawia godło krzywaśń.
Dla współczesnych heraldyków nie jasne są motywy stojące za użyciem krzywaśni na starych pieczęciach miejskich. Założyciele miasta, Szydłowieccy, nie pieczętowali się herbem z motywem krzywaśni ale godło to widniało na przedrozbiorowych pieczęciach miasta, zatem było pierwotnie wybranym przez założycieli miasta. Według heraldyków polskich, krzywaśń mogła dla właścicieli miasta symbolizować nawet kilka różnych motywów. Marian Gumowski, Andrzej Plewako z Józefem Wanagiem, Kazimierzem Głowackim oraz Henrykiem Seroką jako najprostsze wyjaśnienie użycia krzywaśni podają, że może to być odwrócony inicjał S nazwy miasta. W wieku XVI krzywaśń przyjęło się nazywać rzeką, a jej genezę wiązano z rzeką Szreniawą. Właściciele miasta czerpiąc wzór ze Szreniawy, mogli zatem według Gumowskiego i Głowackiego nawiązać do wijącej się pod miastem rzeki (Korzeniówka). Można też przypuszczać, że Szydłowieccy dali miastu krzywaśń zainspirowaną herbem Skawiny, która otrzymała herb nawiązujący do inicjału miasta, jeszcze w XV wieku. Według Seroki najistotniejszym motywem mogło być uczynienie z herbu inicjału nawiązującego do łacińskiego brzmienia królewskiego imienia Sigismundus bowiem Szydłowieccy byli silnie związani z dworem na Wawelu i naśladowali wzory z niego płynące. Po wstąpieniu Zygmunta Starego popularny stał się królewski monogram „S”. Mikołaj i Krzysztof Szydłowieccy, podobnie jak ojciec Stanisław – marszałek dworu królewskiego i ochmistrz synów Kazimierza Jagiellończyka – byli szczególnie związanie z królem Zygmuntem. Ze względu na szczególny charakter królewskiej cyfry nie było wskazane nadanie Szydłowcowi herbu dosłownie ją powtarzającego. Umiłowanie władcy, w którego Mikołaj i Krzysztof pozostawali przez kilkadziesiąt lat, było ważną przesłanką skłaniającą do nadania Szydłowcowi herbu inspirowanego również cyfrą króla Zygmunta. O przywiązaniu do imienia królewskiego świadczy też wybór imienia dla wcześnie zmarłego syna Krzysztofa, któremu nadał właśnie imię Zygmunt. Można się też dopatrywać odniesienia herbu Szydłowca do patrona kościoła i całego miasta – Świętego Zygmunta. Mimo że założyciele miasta używali herbu Odrowąż, Kazimierz Głowacki podaje, że krzywaśń mogła pochodzić z herbu Szreniawa nieznanego protektora
Władzie miejskie Szydłowca posługiwały się własnym herbem do końca XVIII wieku. Oprócz odcisku renesansowej pieczęci zachowała się druga – oryginalny stempel miejski. Tłok. pieczęci Szydłowca, przechowywany w Muzeum Narodowym w Krakowie, sporządzony został w XVII wieku. Średnica pieczęci wynosiła 43 mm. Legenda otokowa została powtórzona za poprzednią pieczęcią, odzwierciedlono również godło herbowe. Umieszczone zostało, zgodnie ze sztuką heraldyczną XVII i XVIII wieku, w owalnej tarczy umieszczonej w barokowym kartuszu. Nad tarczą herbową umieszczona została, dzieląca napis na dwie części, mitra książęca. Udostojnienie herbu Szydłowca poprzez nakrycie go książęcą koroną odbyło się w nawiązaniu do książęcego tytułu ówczesnych posiadaczy miasta – Radziwiłłów.
Władze Księstwa Warszawskiego nakazały miastom (w tym Szydłowcowi) posługiwanie się pieczęcią z herbem państwowym. Po upadku Księstwa Warszawskiego Szydłowiec znalazł się w zaborze rosyjskim, gdzie również nie pozwalano umieszczać herbów na własnych pieczęciach. Przeprowadzona w latach czterdziestych XIX wieku akcja ustalania herbów miast Królestwa Polskiego nie zakończyła się ich zatwierdzeniem przez cara. Przy ustalaniu herbu Szydłowca, być może w rezultacie złego odczytania pieczęci miasta z XVIII wieku, w 1846 roku powstał projekt przewidujący umieszczenie obok krzywaśni dwóch szabel.
Zapewne w rezultacie kolejnych akcji ustalania herbów miast Nadwiślańskiego Kraju pojawiła się następna wersja herbu Szydłowca, z tą odmianą, że w miejscu szabel do historycznego herbu dodana została wieża oraz godło herbowe Odrowąża. Nowy herb był w użyciu do końca zaborów, w II Rzeczypospolitej oraz w Polskiej Rzeczypospolitej Ludowej, był to jednak herb nieoficjalny i niezatwierdzony przez żaden urząd. Herb przystrajany był często barokowym kartuszem, a godła były zniekształcone – wydłużony Odrowąż, krzywaśń przypominająca załagodzoną literę „Z” oraz wieża z jednym oknem, symbolizująca zamek w Szydłowcu. Wizerunki tego herbu znalazły się na froncie wieży ratuszowej, w kruchcie kościoła farnego oraz na witaczach przy południowej i północnej granicy miasta.
Po przywróceniu samorządu terytorialnego w 1990 roku, rozpatrywano trzy propozycje herbu dla Szydłowca:
- ks. Pawła Dudzińskiego – przedstawiała ona na owalnej tarczy w barokowym kartuszu krzywaśń. Wersja uroczysta tego herbu posiadała mitrę książęcą umieszczoną nad tarczą, co było nawiązaniem do Radziwiłłowskiego (barokowego) herbu Szydłowca z XVII wieku.
- I grupy radnych z Szydłowca – Szreniawa na gotyckiej czerwonej tarczy, nawiązująca do pierwszego herbu miasta.
- II grupy radnych z Szydłowca – współczesny herb, wyżej opisany (Odrowąż i Szreniawa).

Rada Miejska wybrała herbem Szydłowca trzecią propozycję uzasadniając swój wybór oryginalnością herbu (żadne miasto w Polsce nie posiada takiego herbu), dostojnością (składa się z dwóch godeł i posiada bordiurę) oraz chęcią uhonorowania zasług Odrowążów i Szydłowieckich dla miasta. 14 września tego samego roku herb został ustanowiony uchwałą Nr 23/V/90.

## Kontrowersje
Komisja Heraldyczna działająca przy Ministerstwie Spraw Wewnętrznych i Administracji pismem z 22 lutego 2001 negatywnie zaopiniowała herb Szydłowca, jako niezgodny z zasadami heraldyki polskiej.
Komisja wskazała trzy główne błędy występujące w herbie:
- godło herbu – Komisja wskazała, że należy powrócić do godła używanego przez miasto w wiekach XVI-XVIII, tzn. samej tylko krzywaśni; zwrócono także uwagę, że użyty w obecnym herbie kształt krzywaśni odbiega od historycznego wzorca,
- obramowanie tarczy – powinno zostać usunięte,
- kształt tarczy – według komisji tarcza Szydłowca powinna być późnogotycka, a nie renesansowa; Komisja zwróciła także uwagę, że tarcza obecnie używana jest błędnie wykreślona i nazwana („tarcza prostokątna”).

Pomimo negatywnej opinii Komisji Heraldycznej, herb pozostał ważny i legalny, bowiem posiadał moc prawną (uchwała o ustanowieniu herbu miasta Szydłowca weszła w życie przed powołaniem Komisji Heraldycznej). Nie można natomiast uchwalać innych, nowych insygniów miejskich, do herbu się odwołujących – flagi oraz sztandaru, czego wyrazem są dwie następne negatywne opinie Komisji Heraldycznej o projektach flagi i sztandaru Szydłowca.